# Constantin Fehrenbach
Constantin (Konstantin) Fehrenbach (Wellendingen bei Bonndorf, 11 gennaio 1852 – Friburgo in Brisgovia, 26 marzo 1926) è stato un politico tedesco.
Fu cancelliere della Repubblica di Weimar dal 21 giugno 1920 al 10 maggio 1921.
Fu uno dei maggiori leader del Partito di Centro Tedesco. Servì come presidente del Reichstag nel 1918, e quindi come presidente dell'Assemblea nazionale dal 1919 al 1920. Dopo il ritiro dei socialdemocratici dal governo nel giugno 1920 come conseguenza dello scarso risultato ottenuto nelle elezioni di quell'anno, Fehrenbach divenne cancelliere, formando una coalizione con il Partito Democratico Tedesco, di ispirazione liberale e di sinistra, e il nazional-liberale Partito Popolare Tedesco. Il suo gabinetto durò meno di un anno, presentando le dimissioni nell'aprile 1921 in segno di protesta contro le richieste alleate di riparazione ai danni di guerra annunciate in quel mese. Fehrenbach guidò il gruppo del Partito di Centro al Reichstag dal 1923 alla sua morte, nel 1926.